# Alexander Toril
Alexander Toril Boquoi (ur. 25 lipca 1996 roku w Kordobie) – hiszpański kierowca wyścigowy niemieckiego pochodzenia.

## Życiorys

### Początki kariery
Toril rozpoczął karierę w wyścigach samochodowych w 2011 roku od startów w Francuskiej Formule 4, gdzie jednak w żadnym z dwunastu wyścigów, w których wystartował nie zdołał zdobyć punktów. Rok później dwukrotnie zwyciężał w Single-seater V de V Challenge. Uzbierane 99 punktów dało mu 23. miejsce w końcowej klasyfikacji kierowców.

### Formuła 3
W 2012 roku Hiszpan powrócił do kraju, gdzie rozpoczął starty w European F3 Open. Z dorobkiem dziewięciu punktów uplasował się na osiemnastej pozycji w klasyfikacji generalnej. W Pucharze Mistrzowskim dwukrotnie stawał na podium. Zajął tam siódme miejsce w klasie. Rok później w głównej serii czterokrotnie stawał na podium. Uzbierane 158 punktów dało mu piątą pozycję. Na sezon 2014 Toril podpisał kontrakt z brytyjską ekipą T-Sport na starty w Europejskiej Formule 3. Wystartował łącznie w 30 wyścigach, w ciągu których uzbierał jeden punkt. Wystarczyło to na 26. miejsce w końcowej klasyfikacji kierowców.

### Porsche Supercup
W 2015 roku hiszpański kierowca przeniósł się do serii Porsche Supercup, jeżdżąc dla Market Leader by Project 1.

## Wyniki

### Podsumowanie
| Sezon | Seria                                      | Zespół                            | Wyścigi | Zwycięstwa | PP | NO | Podium | Punkty | Pozycja |
| ----- | ------------------------------------------ | --------------------------------- | ------- | ---------- | -- | -- | ------ | ------ | ------- |
| 2011  | Francuska Formuła 4                        |                                   | 12      | 0          | 0  | 0  | 0      | 0      | NS      |
| 2011  | Formula BMW Talent Cup                     |                                   | 0       | 0          | 0  | 0  | 0      | 0      | NS      |
| 2012  | European F3 Open                           | Cedars-Escuela Profilltex-Circuit | 15      | 0          | 0  | 0  | 0      | 9      | 18      |
| 2012  | European F3 Open - Championship Cup        | Cedars-Escuela Profilltex-Circuit | 13      | 0          | 0  | 1  | 2      | 29     | 7       |
| 2012  | European F3 Open (edycja zimowa)           | Cedars                            | 2       | 0          | 0  | 0  | 0      | 0      | NS      |
| 2012  | Single-seater V de V Challenge             | Cedars Autosport                  | 3       | 2          | 2  | 2  | 2      | 99     | 23      |
| 2013  | European F3 Open                           | RP Motorsport                     | 16      | 0          | 1  | 1  | 4      | 158    | 5       |
| 2013  | European F3 Open - Copa (edycja zimowa)    | RP Motorsport                     | 2       | 0          | 0  | 1  | 2      | 0      | NS†     |
| 2014  | Europejska Formuła 3                       | ThreeBond with T-Sport            | 30      | 0          | 0  | 0  | 0      | 1      | 26      |
| 2014  | Euroformula Open Championship              | Emilio de Villota Motorsport      | 2       | 0          | 0  | 0  | 0      | 18     | 17      |
| 2015  | Porsche Supercup                           | Market Leader by Project 1        | 4       | 0          | 0  | 0  | 0      | 0      | 27      |
| 2015  | Niemiecki Puchar Porsche Carrera - Klasa A | Market Leader by Project 1        | 17      | 0          | 0  | 0  | 1      | 49     | 13      |
| 2015  | VLN Endurance - CUP2                       | BLACK FALCON Team TMD Friction    | 1       | 0          | 0  | 0  | 0      | 0†     | NS†     |

† – Toril nie był zaliczany do klasyfikacji końcowej.